# Długi Marsz 3B
Chang Zheng 3B (chiń. upr. 长征系列运载火箭; chiń. trad. 長征系列運載火箭; pinyin Chángzhēng xìliè yùnzài huǒjiàn; pol. Długi marsz) – chińska trójstopniowa rakieta nośna. Jedna z największych chińskich rakiet. Wywodzi się z rakiety Chang Zheng 3A.

## Katastrofa podczas pierwszego startu

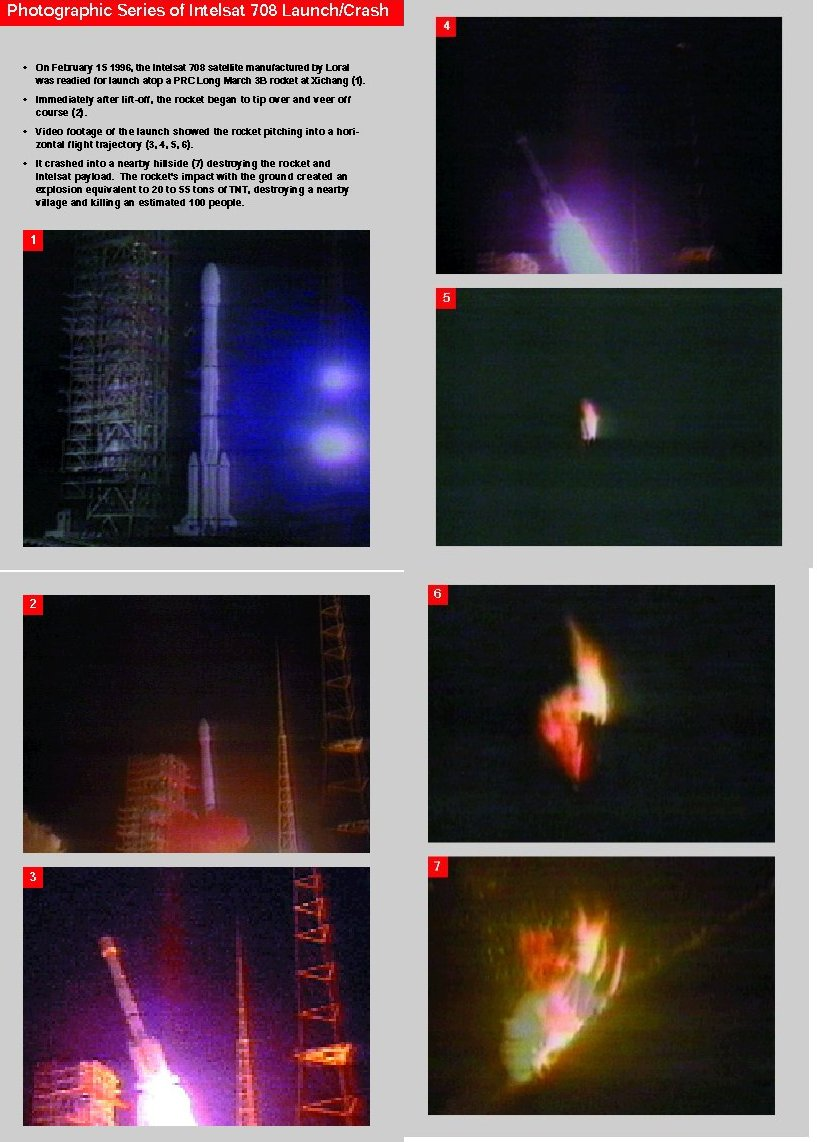
Sekwencja zdjęć upadającej rakiety Długi Marsz 3B

Pierwszy start tej rakiety, 14 lutego 1996, zakończył się tragedią i politycznym skandalem. W 22 sekundy po starcie, rakieta spadła i eksplodowała na terenach wiejskich. Wybuch miał moc 20–50 ton trotylu (rakieta była praktycznie pełna paliwa). Zginęło co najmniej 6 ludzi, a 57 zostało rannych (inne źródła podają nawet 100 ofiar śmiertelnych). Ładunkiem rakiety był satelita Intelsat 708, który zawierał, jak się później okazało, urządzenia objęte zakazem eksportu do Chin przez amerykańskie prawo. Pracownicy wytwórcy satelity zostali dopuszczeni do wraku statku dopiero kilka godzin po katastrofie i nie znaleźli owych urządzeń na miejscu katastrofy. Spowodowało to wybuch skandalu w amerykańskim rządzie i doprowadziło do ukarania przedsiębiorstw Hughes Electronics i Boeing Satellite Systems.

## Chronologia lotów
1. 14 lutego 1996, 19:01 GMT; s/n CZ3B-1 (40); miejsce startu: kosmodrom Xichang (LC2), Chiny
Ładunek: Intelsat 708; Uwagi: start nieudany – awaria systemu kierowania spowodowała upadek i eksplozję rakiety 22 sekundy po starcie. Zginęło co najmniej 6 ludzi, a 57 zostało rannych
2. 19 sierpnia 1997, 17:50 GMT; s/n CZ3B-2 (46); miejsce startu: kosmodrom Xichang (LC2), Chiny
Ładunek: Agila 2; Uwagi: start udany
3. 16 października 1997, 19:13 GMT; s/n CZ3B-3 (48); miejsce startu: kosmodrom Xichang (LC2), Chiny
Ładunek: APSTAR 2R; Uwagi: start udany
4. 30 maja 1998, 10:00 GMT; s/n CZ3B-4 (52); miejsce startu: kosmodrom Xichang (LC2), Chiny
Ładunek: Zhongwei 1; Uwagi: start udany
5. 18 lipca 1998, 09:20 GMT; s/n CZ3B-5 (53); miejsce startu: kosmodrom Xichang (LC2), Chiny
Ładunek: Xinnuo 1; Uwagi: start udany
6. 12 kwietnia 2005, 12:00 GMT; s/n?; miejsce startu: kosmodrom Xichang (LC2), Chiny
Ładunek: APSTAR 6; Uwagi: start udany
7. 28 października 2006, 16:20 GMT; s/n?; miejsce startu: kosmodrom Xichang, Chiny
Ładunek: Xinnuo 2; Uwagi: start udany
8. 13 maja 2007, 16:01 GMT; s/n?; miejsce startu: kosmodrom Xichang (LC2), Chiny
Ładunek: Nigcomsat-1; Uwagi: start udany
9. 5 lipca 2007, 12:08 GMT; s/n?; miejsce startu: kosmodrom Xichang (LC2), Chiny
Ładunek: Zhonxing 6B; Uwagi: start udany
10. 9 czerwca 2008, 12:15 GMT; s/n?; miejsce startu: kosmodrom Xichang (LC2), Chiny
Ładunek: Zhongxing 9; Uwagi: start udany
11. 29 października 2008, 16:54 GMT; s/n?; miejsce startu: kosmodrom Xichang (LC2), Chiny
Ładunek: VENESAT 1; Uwagi: start udany
12. 31 sierpnia 2009, 09:28 GMT; s/n?; miejsce startu: kosmodrom Xichang (LC2), Chiny
Ładunek: Palapa D-1; Uwagi: start częściowo nieudany – zbyt niski ciąg w jednym z dwóch silników 3. stopnia podczas restartu spowodował, że osiągnięta orbita była znacznie niższa od zakładanej. Producent satelity zapewnił jednak, że statek jest w stanie skompensować brakujące 350–400 m/s własnym napędem, kosztem zapasów paliwa przeznaczonych dla manewrów na orbicie geostacjonarnej
13. 4 września 2010, 16:14 GMT; s/n?; miejsce startu: kosmodrom Xichang (LC2), Chiny
Ładunek: SinoSat 6; Uwagi: start udany
14. 20 czerwca 2011, 16:13 GMT; s/n?; miejsce startu: kosmodrom Xichang (LC2), Chiny
Ładunek: ChinaSat 10; Uwagi: start udany
15. 11 sierpnia 2011, 16:15 GMT; s/n?; miejsce startu: kosmodrom Xichang (LC2), Chiny
Ładunek: Paksat-1R; Uwagi: start udany
16. 18 września 2011, 16:33 GMT; s/n?; miejsce startu: kosmodrom Xichang (LC2), Chiny
Ładunek: ChinaSat 1A; Uwagi: start udany
17. 7 października 2011, 08:21 GMT; s/n?; miejsce startu: kosmodrom Xichang (LC2), Chiny
Ładunek: Eutelsat W3C; Uwagi: start udany
18. 19 grudnia 2011, 16:41 GMT; s/n?; miejsce startu: kosmodrom Xichang (LC2), Chiny
Ładunek: Nigcomsat 1R; Uwagi: start udany
19. 31 marca 2012, 10:27 GMT; s/n?; miejsce startu: kosmodrom Xichang (LC2), Chiny
Ładunek: Apstar 7; Uwagi: start udany
20. 29 kwietnia 2012, 20:50 GMT; s/n?; miejsce startu: kosmodrom Xichang (LC2), Chiny
Ładunek: Beidou DW 12, Beidou DW 13; Uwagi: start udany
21. 26 maja 2012, 15:56 GMT; s/n?; miejsce startu: kosmodrom Xichang (LC2), Chiny
Ładunek: Zhongxing 2A; Uwagi: start udany
22. 18 września 2012, 19:10 GMT; s/n?; miejsce startu: kosmodrom Xichang (LC2), Chiny
Ładunek: Beidou DW 14, Beidou DW 15; Uwagi: start udany
23. 27 listopada 2012, 10:13 GMT; s/n?; miejsce startu: kosmodrom Xichang (LC2), Chiny
Ładunek: Zhongxing 12; Uwagi: start udany
24. 1 maja 2013, 16:06 GMT; s/n?; miejsce startu: kosmodrom Xichang (LC2), Chiny
Ładunek: Zhongxing 11; Uwagi: start udany
25. 1 grudnia 2013, 17:30 GMT; s/n?; miejsce startu: kosmodrom Xichang (LC2), Chiny
Ładunek: Chang’e 3, Yutu; Uwagi: start udany
26. 20 grudnia 2013, 16:42 GMT; s/n?; miejsce startu: kosmodrom Xichang (LC2), Chiny
Ładunek: Túpac Katari 1; Uwagi: start udany
27. 25 lipca 2015, 12:29 GMT; s/n?; miejsce startu: kosmodrom Xichang (LC2), Chiny
Ładunek: Beidou DW 18, Beidou DW 19; Uwagi: start udany
28. 12 września 2015, 15:42 GMT; s/n?; miejsce startu: kosmodrom Xichang (LC2), Chiny
Ładunek: Tongxin Jishu Shiyan 1; Uwagi: start udany
29. 29 września 2015, 23:13 GMT; s/n?; miejsce startu: kosmodrom Xichang (LC3), Chiny
Ładunek: Beidou DW 20; Uwagi: start udany
30. 16 października 2015, 16:16 GMT; s/n?; miejsce startu: kosmodrom Xichang (LC2), Chiny
Ładunek: Apstar 9; Uwagi: start udany
31. 3 listopada 2015, 16:25 GMT; s/n?; miejsce startu: kosmodrom Xichang (LC3), Chiny
Ładunek: Zhongxing 2C; Uwagi: start udany
32. 20 listopada 2015, 16:07 GMT; s/n?; miejsce startu: kosmodrom Xichang (LC2), Chiny
Ładunek: LaoSat 1; Uwagi: start udany
33. 9 grudnia 2015, 16:46 GMT; s/n?; miejsce startu: kosmodrom Xichang (LC3), Chiny
Ładunek: Zhongxing 1C; Uwagi: start udany
34. 28 grudnia 2015, 16:04 GMT; s/n?; miejsce startu: kosmodrom Xichang (LC2), Chiny
Ładunek: Gao Fen 4; Uwagi: start udany
35. 15 stycznia 2016, 16:57 GMT; s/n?; miejsce startu: kosmodrom Xichang (LC3), Chiny
Ładunek: BelinterSat-1; Uwagi: start udany
36. 5 sierpnia 2016, 16:22 GMT; s/n?; miejsce startu: kosmodrom Xichang (LC3), Chiny
Ładunek: Tiantong-1 01; Uwagi: start udany
37. 10 grudnia 2016, 16:11 GMT; s/n?; miejsce startu: kosmodrom Xichang (LC3), Chiny
Ładunek: Feng Yun 4A; Uwagi: start udany
38. 5 stycznia 2017, 15:18 GMT; s/nF-38; miejsce startu: kosmodrom Xichang (LC2), Chiny
Ładunek: Tongxin Jishu Shiyan 2; Uwagi: start udany
39. 12 kwietnia 2017, 11:04 GMT; s/nF-39; miejsce startu: kosmodrom Xichang (LC3), Chiny
Ładunek: Shijian 13; Uwagi: start udany
40. 18 czerwca 2017, 16:11 GMT; s/nF-40; miejsce startu: kosmodrom Xichang (LC2), Chiny
Ładunek: Zhongxing 9A; Uwagi: start częściowo udany – w wyniku nieprawidłowości w pracy trzeciego stopnia rakiety, satelita został wyniesiony na nieprawidłową orbitę. Po przeszło dwóch tygodniach od startu, dzięki pracy własnych silników, satelita osiągnął orbitę docelową[1].
41. 5 listopada 2017, 11:02 GMT; s/n?; miejsce startu: kosmodrom Xichang (LC2), Chiny
Ładunek: Beidou 3 M1 i M2; Uwagi: start udany Lot z dodatkowym członem Yuanzhen-1
42. 10 grudnia 2017, 16:40 GMT; s/nF-42; miejsce startu: kosmodrom Xichang (LC2), Chiny
Ładunek: Alcomsat-1; Uwagi: start udany
43. 11 stycznia 2018, 23:18 GMT; s/nF-43; miejsce startu: kosmodrom Xichang (LC2), Chiny
Ładunek: Beidou 3 M7 i M8; Uwagi: start udany Lot z dodatkowym członem Yuanzhen-1
44. 12 lutego 2018, 05:03 GMT; s/nF-44; miejsce startu: kosmodrom Xichang (LC2), Chiny
Ładunek: Beidou 3 M3 i M4; Uwagi: start udany Lot z dodatkowym członem Yuanzhen-1
45. 29 marca 2018, 17:56 GMT; s/nF-45; miejsce startu: kosmodrom Xichang (LC2), Chiny
Ładunek: Beidou 3 M9 i M10; Uwagi: start udany Lot z dodatkowym członem Yuanzhen-1
46. 3 maja 2018, 16:06 GMT; s/nF-45; miejsce startu: kosmodrom Xichang (LC2), Chiny
Ładunek: Apstar 6C; Uwagi: start udany